# Исмаел Беко Фофана
Исмаел Беко Фофана (фр. Ismaël Béko Fofana; Абиџан, 8. септембар 1988) фудбалер је из Обале Слоноваче, који игра на позицији нападача. Био је члан млађих репрезентативних узраста своје државе.

## Каријера

### Почеци
Рођен је у Абиџану, а прошао је фудбалску академију МимоСифком. Током 2005. године је промовисан у први тим АСЕК Мимозаса. Исте године је дебитовао и у КАФ Лиги шампиона, постигавши притом и један гол у овом такмичењу, на утакмици са египатским Замалеком. И наредне године је играо у КАФ Лиги шампиона са екипом Мимозаса, након чега је потписао за енглески Чарлтон атлетик.
Током 2007. године је позајмљен норвешком Фредрикстаду. Међутим, његов уговор са овим клубом је раскинут у септембру 2008, након што је за две сезоне постигао само два гола. Фофана је након тога једно време провео у Француској, где је играо за тамошње нижелигаше Шербур и Сен Ло, након чега се вратио у Обалу Слоноваче и заиграо за тамошњи Севе спорт.

### Ширак
У јануару 2012, Фофана се враћа у европски фудбал и потписује за јерменски клуб Ширак. Са 14 постигнутих голова је био водећи клупски стрелац током сезоне 2012/13. У децембру 2012. је позајмљен иранском Зоб Ахан Исфахану. Лета 2013. године се вратио у Ширак, где су га чекале утакмице квалификација за Лигу шампиона. Тада постиже хет-трик у првом мечу првог кола квалификација против Тре Пенеа. Такође је показао добре партије у другом колу квалификација против Партизана, што му је обезбедило трансфер у београдски клуб.

### Партизан

#### Сезона 2013/14.
Дана 6. августа 2013. године, Фофана потписује четворогодишњи уговор са Партизаном. Званично је представљен следећег дана и добио је број 10. Дебитовао је 17. августа 2013, у 2. колу такмичарске 2013/14, против Радничког у Нишу (0:0). Осам дана касније, у 3. колу Суперлиге, Фофана је постигао први гол за Партизан, у победи 5 : 1 над крагујевачким Радничким. У наредном 4. колу, поново је био стрелац, у победи 3 : 1 над Радом.
Поново је био стрелац 25. септембра 2013, у победи 2 : 0 над Металцем у шеснаестини финала Купа Србије. Последњи гол током јесењег дела полусезоне је постигао 9. новембра, у 12. колу, против Доњег Срема, када је Партизан славио резултатом 3 : 2. Недуго након овог меча је установљено да има тежи облик упале плућа, због чега није играо до краја јесење полусезоне. Након двомесечног опоравка, Фофана је почео поново да тренира у јануару 2014. године.
Током пролећног дела сезоне је ретко добијао шансу. Наступио је на само једном првенственом мечу, и то у последњем 30. колу, када је на утакмици са Чукаричким ушао на терен у 83. минуту, да би десет минута касније поставио коначних 2 : 0.

#### Сезона 2014/15.
У првом колу такмичарске 2014/15. у Суперлиги Србије, Фофана је био стрелац на гостовању Вождовцу. Ушао је на терен у 82. минуту, да би у надокнади времена поставио коначних 1 : 3 у корист Партизана. Био је потом стрелац и у 4. колу, 31. августа против Рада на Бањици. Трећи, и уједно последњи гол за Партизан у овој сезони, Фофана је постигао 24. септембра у шеснаестини финала Купа против Бежаније.
Током првог дела сезоне 2014/15, Фофана је на терену провео тек око 200 минута. Тадашњи тренер Марко Николић је предност у нападу давао Петру Шкулетићу и Данку Лазовићу. Ипак, и поред тога, Фофана је у избору навијача Партизана, који су гласали на сајту клуба, проглашен за најбољег играча клуба за 2014. годину.
У јануару 2015. је прослеђен на једногодишњу позајмицу у кинеског друголигаша Ћингдао.

#### Сезона 2015/16.
Након истека позајмице у Кини, Фофана се вратио у Партизан током новембра 2015. године. На отварању пролећног дела сезоне 2015/16, Партизан је поражен на гостовању ОФК Београду (2 : 1). Фофана је овај меч почео као стартер, али га је у 70. минуту заменио Душан Влаховић. То је био и његов последњи наступ у дресу Партизана. Фофана до краја сезоне није провео ни минут на терену, а ретко је био и на клупи за резервне играче.
У јуну 2016. је раскинуо уговор са Партизаном. Фофана је за Партизан у свим такмичењима одиграо 25 утакмица, уз 11 постигнутих голова.

### Чукарички
Дана 25. јуна 2016. објављено је да је Фофана потписао уговор на две године са Чукаричким. Само пет дана касније је и дебитовао за Чукарички, када је одиграо свих 90 минута у победи свог тима од 3 : 0 на домаћем терену против казахстанског Ордабасија, у првој утакмици првог кола квалификације за Лигу Европе у сезони 2016/17. Чукарички је прошао екипу Ордабасија, након чега је у наредној рунди квалификација елиминисан од мађарског Видеотона. На реванш утакмици са Видеотоном, 21. јула 2016. на Бановом брду, Фофана је постигао свој први гол за Чукарички.
Први суперлигашки гол за Чукарички је постигао 10. септембра 2016, у 8. колу такмичарске 2016/17, када је Чукарички поражен резултатом 2 : 1 од Напретка у Крушевцу. И у наредна два кола, против Спартака и Рада, Фофана је био стрелац. Постигао је још један суперлигашки гол, 26. новембра, у 17. колу, када је Чукарички играо нерешено 1 : 1 са Радником у Сурдулици. Одиграо је укупно 17 првенствених утакмица за Чукарички, пре него што је 1. марта 2017. године, отишао на позајмицу у Иртиш из Павлодара.
У новембру 2017. се вратио у Чукарички. Заиграо је од пролећног дела сезоне 2017/18, и на девет првенствених утакмица је постигао један гол.

### Војводина
Дана 2. јула 2018. године је потписао двогодишњи уговор са новосадском Војводином. Први гол за Војводину је постигао на отварању такмичарске 2018/19. у Суперлиги Србије, када је Војводина на Стадиону Карађорђе играла нерешено 1 : 1 са екипом лучанске Младости. Био је потом стрелац и у 2. колу, када је Војводина на гостовању Земуну играла нерешено 1 : 1. То су му били и једини голови у дресу новосадског клуба. Одиграо је укупно 14 утакмица, а поред та два гола је и забележио и две асистенције. У децембру 2018. је споразумно раскинуо уговор са Војводином.

### Зира
У јануару 2019. је потписао уговор са азербејџанском Зиром. Остао је у овом клубу до маја исте године, када му је истекао уговор.

### ИМТ
У септембру 2020. године се прикључио београдском ИМТ-у, који се такмичи у Првој лиги Србије.

## Репрезентација
Фофана је са репрезентацијом Обале Слоноваче до 17 година освојио треће место на Афричком шампионату 2005. године. Исте године је играо и на Светском првенству за играче до 17 година, које је одржано у Перуу. Тада је постигао гол на првој утакмици са Италијом.
Током припрема за летње Олимпијске игре 2008. године, Фофана је био члан репрезентације Обале Слоноваче до 23 године. Тада је његова репрезентација играла Тулон турнир, на коме су заузели треће место.

## Успеси

### Клупски
АСЕК Мимозас
- Првенство Обале Слоноваче (2) : 2005, 2006.
- Куп Обале Слоноваче (1) : 2005.

Ширак
- Куп Јерменије (1) : 2011/12.

Партизан
- Суперлига Србије (1) : 2014/15.
- Куп Србије (1) : 2015/16.

### Репрезентативни
Обала Слоноваче до 17
- Афрички шампионат до 17 : треће место 2005.

Обала Слоноваче до 23
- Тулон турнир : треће место 2008.